# Oecanthus filiger
Oecanthus filiger är en insektsart som beskrevs av Walker, F. 1871. Oecanthus filiger ingår i släktet Oecanthus och familjen syrsor. Inga underarter finns listade i Catalogue of Life.